# Hypocophoides biforaminatus
Hypocophoides biforaminatus är en insektsart som först beskrevs av Griffini 1914.  Hypocophoides biforaminatus ingår i släktet Hypocophoides och familjen Anostostomatidae. Inga underarter finns listade i Catalogue of Life.